# 이창민 (변호사)

이창민(李昌旻, 1981년 6월 30일~)은 대한민국의 변호사이다. 2021년부터 법률사무소 창덕 대표변호사다. 공수처장 후보추천위원과 이태원 참사 법률대응팀 간사를 지냈다. 본관은 경주이며, 서울특별시 출생이다.

## 주요활동
- 민주사회를 위한 변호사모임 검경개혁소위원회 위원장[1]
- 서울지방변호사회 인권위원[2]
- 경찰개혁네트워크 운영위원[3]
- 민주사회를 위한 변호사모임 이태원 참사 법률대응팀 간사[4]
- 법률사무소 창덕 대표변호사
- 고위공직자범죄수사처장 후보추천위원회 위원[5]
- 고위공직자범죄수사처 인사위원회 위원[6]
- KBS1 9시 뉴스 뉴스를 만나다 출연 (2023년 1월 14일)
- MBC 탐사기획 스트레이트 출연 (2023년 3월 19일)